# Gladiolus pulcherrimus
Gladiolus pulcherrimus är en irisväxtart som först beskrevs av Gwendoline Joyce Lewis, och fick sitt nu gällande namn av Peter Goldblatt och John Charles Manning. Gladiolus pulcherrimus ingår i släktet sabelliljor, och familjen irisväxter. Inga underarter finns listade i Catalogue of Life.